# Guist'hau (Nantes)
Pour les articles homonymes, voir Guist’hau.
Guist'hau est un micro-quartier de la ville de Nantes, en France, compris dans le quartier Centre-ville.

## Généralités
À des fins statistiques, l'INSEE subdivise les communes de plus de 10 000 habitants en IRIS, constituant des « micro quartiers », composés d'un ensemble d'îlots contigus et homogènes, regroupant 2 000 habitants ou plus. Dans le cas de Nantes, les 11 quartiers sont ainsi subdivisés en 97 micro-quartiers,. Guist'hau est l'un de ces micro-quartiers ; il fait partie du quartier Centre-ville.
Le quartier Guist'hau est limitrophe des micro-quartiers Monselet au nord, Viarme et Bretagne à l'est, Graslin-Commerce et Dobrée-Bon Port au sud, et Canclaux à l'ouest. Il possède une forme grossièrement trangulaire ; au nord, il est délimité par les rues Marie-Anne-du-Boccage et Harouys ; à l'est par les rues Faustin-Hélie et Alphonse-Gautté, la place Aristide-Briand et la rue La Fayette ; au sud par les rues du Calvaire, Copernic (avec un décroché sur les rues Cassini et Racine) et de Gigant.
Le quartier tire son nom de la principale artère qui le traverse : le boulevard Gabriel-Guist'hau.

## Historique
Jusqu'au XVIIIe siècle, le quartier est essentiellement une zone de vergers et de moulin. Le quartier de la place Graslin, légèrement au sud, commence à être loti à cette époque. En 1789, Nicolas de l'Orme, riche bourgeois partisan de la Révolution française, décide de créer un nouveau quartier relié à Graslin et à Saint-Nicolas par de larges percées : il cède à la ville un terrain de « 60 000 pieds ». Une promenade plantée de 120 ormeaux, aboutit à la nouvelle place Mirabeau (actuelle place Delorme). Elle est transformée en boulevard au cours du XIXe siècle, renommé boulevard Delorme en 1830, puis boulevard Gabriel-Guist'hau en 1936.

## Points d'intérêts
Parmi les points d'intérêts du quartier :
- l'ancien palais de justice, actuel hôtel Radisson Blu ;
- le lycée Gabriel-Guist'hau ;
- la synagogue de Nantes.